# Sunshine (Nowy Meksyk)
Sunshine – jednostka osadnicza w Stanach Zjednoczonych, w stanie Nowy Meksyk, w hrabstwie Luna.